# Вилибалд Щейскал
Вилибалд (Вили) Щейскал (на немски: Willibald „Willy“ Stejskal) е австрийски футболист и треньор. Той е първият чуждестранен треньор на Славия (София) и вторият селекционер в историята на националния отбор на България.

## Кариера
Започва футболната си кариера в Рапид. Дебютът му е на 28 февруари 1915 г. в мач с Херта (Виена). Общо за Рапид изигава 60 мача и вкарва 1 гол. Щайскал е четирикратен шампион на Австрия и носител на националната купа. През 1918 г. записва единствения си мач за националния отбор на Австрия в контрола с Унгария, завършила 0:2. През 1923 г. записва 1 мач за Вакер (Виена), а по-късно играе и в тима на Винер АФ.
Докато е действащ футболист, Щейскал става треньор на Модена през сезон 1921/22. През 1924 г. поема Славия (София). Под негово ръководство „Белите“ започват да играят по „виенска“ система с къси подавания, използвана чак до края на 30-те години. Вили остава в Славия около година, след което предава щафетата на помощника си Павел Грозданов.
Щейскал се завръща във футбола, като освен старши треньор е и нападател в тима на Кавезе. През април 1925 г. поема националния отбор на България, заменяйки на поста сънародника си Леополд Нич. Щейскал извежда България в два мача, но допуска две поражения – от Турция с 1:2 и от Румъния с 2:4.
През 1932 г. става първият треньор на новооснования тим Мец. Тимът постига разочароващи резултати през първия си сезон и Вили е уволнен след 18 мача в шампионата.
През 40-те години е треньор в Белгия, където води Гент, Серкъл Брюж и КСВ Верегем. През 1951 г. получава разрешение за работа в Холандия и поема Емма (Додрехт). През 1953 г. е временен треньор на АФК Аякс. След 1953 г. следите му се губят.